# Margaret Gowing

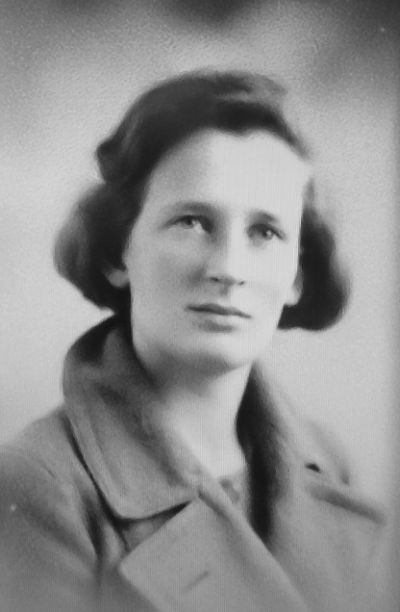
Margaret Gowing als Studentin an der LSE, ca. 1938

Margaret Mary Gowing, geborene Elliott, OBE, FBA, FRS (* 26. April 1921 in Kensington; † 7. November 1998 in Kingston upon Thames), war eine englische zeitgeschichtliche Historikerin, Archivarin und Wissenschaftshistorikerin. Sie war an der Erstellung mehrerer Bände der offiziell geförderten Geschichte des Zweiten Weltkriegs beteiligt, wurde aber vor allem durch ihre von der britischen Atomenergiebehörde in Auftrag gegebenen Bücher bekannt, die sich mit der frühen Geschichte der britischen Atomwaffenprogramme befassten: Britain and Atomic Energy 1939–1945, veröffentlicht 1964, und das zweibändige Werk Independence and Deterrence: Britain and Atomic Energy 1945–52, veröffentlicht im Jahr 1974.
Durch ihre Arbeit im Kabinettsbüro von 1945 bis 1959 kannte sie viele der beteiligten Personen persönlich. Als Historikerin und Archivarin bei der britischen Atomenergiebehörde hatte sie von 1959 bis 1966 Zugang zu den offiziellen Papieren und Akten der britischen Kernwaffenprogramme. Sie war die erste Inhaberin eines Lehrstuhls für Wissenschaftsgeschichte an der Universität Oxford, den sie von 1972 bis zu ihrer Pensionierung im Jahr 1986 innehatte. Als Mitbegründerin des Contemporary Scientific Archives Centre in Oxford zusammen mit dem Physiker Nicholas Kurti trug sie zur Erhaltung zeitgenössischer wissenschaftlicher Manuskripte bei.

## Leben
Margaret Elliott wurde als jüngstes von drei Kindern des Kfz-Ingenieurs Ronald Elliott und seiner Frau Mabel, geb. Donaldson, einer Lehrerin, geboren. Sie hatte eine Schwester, Audrey, und einen Bruder, Donald. Die Familie war arm; ihr Vater litt an Tuberkulose, an der er schließlich starb, und war häufig arbeitslos, während ihre Mutter nach ihrer Heirat nicht mehr als Lehrerin arbeiten durfte. Die Familie musste daher oft von einem wöchentlichen Krankengeld leben. Zur Unterhaltung nutzten sie den freien Eintritt in Kunstgalerien, Museen und Bibliotheken. Elliots unmittelbare Erfahrung mit der Armut führte dazu, dass sie später eine überzeugte Sozialistin wurde. Sie besuchte die Portobello Elementary School in North Kensington und erhielt 1932 ein Stipendium des London County Council für das Christ’s Hospital. Sie war eine hervorragende Schülerin, war Präfektin und spielte Hockey für ihr Haus.
Elliott schloss 1936 die Schule mit Auszeichnungen in Latein, Englisch und Französisch sowie einer guten Note in Deutsch ab. Sie gewann ein Leverhulme Entry Scholarship für die London School of Economics (LSE), an der sie 1938 aufgenommen wurde. Ihre Studienberaterin im ersten Jahr war die Wirtschaftswissenschaftlerin Vera Anstey, die ihr Wirtschaftsgeschichte nahelegte.  Später führte Elliot ihr Interesse an diesem Fach auf die Vorlesungen ihrer Studienberaterin im zweiten Jahr, Eileen Power, zurück, die sie dazu drängte, eine akademische Laufbahn einzuschlagen. Sie gewann 1939 sowohl den Gladstone Memorial Prize als auch das Lillian Knowles Scholarship für Wirtschaftsgeschichte. Später im selben Jahr, mit dem Ausbruch des Zweiten Weltkriegs, wurde die LSE nach Oxford evakuiert, wo Elliott 1941 ihren Bachelor of Science in Wirtschaftswissenschaften mit Auszeichnung abschloss.
Akademische Stellen im Bereich Geschichte waren 1941 nicht leicht zu finden, und so trat Elliott in den öffentlichen Dienst ein, wo sie in der Abteilung für Preise und Statistiken der Direktion für Eisen- und Stahlkontrolle im Ministry of Supply arbeitete. Später wechselte sie zum Board of Trade und zum Directorate of Housing Fitments, wo sie zum Assistant Principal aufstieg, bevor sie 1945 ins Kabinettsbüro wechselte. Dort wurde sie als Assistentin von Keith Hancock, dem Gesamtherausgeber der History of the Second World War, in die offizielle Geschichte des Zweiten Weltkriegs einbezogen. Als offizielle Historikerin der History of the Second World War: United Kingdom Civil Series hatte Gowing Zugang zu unveröffentlichten offiziellen Dokumenten und Akten. Sie lernte viele der beteiligten Politiker und hohen Beamten persönlich kennen.
Am 7. Juni 1944 heiratete Elliot Donald James Graham Gowing, einen Sänger, der ebenfalls das Christ’s Hospital besucht hatte, bevor er 1939 ein Chorstipendium am King’s College in Cambridge erhielt. Er war 1941 der Royal Naval Volunteer Reserve beigetreten und diente im Combined Operations Headquarters. Sie heirateten kurz vor seiner Verlegung nach Übersee. In den Vereinigten Staaten wurde er in Japanisch unterrichtet und diente anschließend im Pazifik als Übersetzer. Das Heiratsverbot wurde für die Dauer des Einsatzes aufgehoben, und Gowing durfte im öffentlichen Dienst bleiben. Sie hatten zwei Kinder, beide Söhne: Nicholas Keith (Nik), ein Journalist, der 1951 geboren wurde und nach Hancock benannt ist, und James, der 1954 geboren wurde. Ihr Mann, frustriert über seinen im Vergleich zu ihr geringen beruflichen Erfolg, wurde zum Alkoholiker und starb 1969 an einem schweren Schlaganfall.
1950 versuchte Norman Brook, Gowing als ständige Historikerin im Kabinettsbüro zu halten, wurde aber vom Finanzministerium und der Kommission für den öffentlichen Dienst daran gehindert. Im Jahr 1951 wurde ihr mitgeteilt, dass sie keine Chance auf eine Ernennung zum Principal hätte, die eine Pension mit sich gebracht hätte. Später sagte sie, dass ihre Jahre im Kabinettsamt die glücklichsten ihres Lebens waren, aber sie begann, sich nach einer anderen Stelle umzusehen. Im Jahr 1955 bewarb sie sich um einen Lehrstuhl für Wirtschaftsgeschichte in Oxford und um eine Stelle als Reader an der LSE, wurde jedoch abgelehnt. Brook nutzte verschiedene verwaltungstechnische Schlupflöcher, um sie im Kabinettsamt zu halten, und war bereit, sie zur Archivarin des Kabinettsamtes zu machen, aber er konnte ihr keine Pension anbieten.
Der Public Records Act von 1958 verpflichtete alle Regierungsstellen zur Einrichtung von Archiven und Archivverwaltungssystemen. Die United Kingdom Atomic Energy Authority (UKAEA) war nominell von diesem Gesetz ausgenommen, da es sich um ein staatliches Unternehmen und nicht um ein Ministerium handelte, bat aber freiwillig darum, in das Gesetz aufgenommen zu werden. Dadurch wurde bei der UKAEA eine Stelle für einen Historiker und Archivar geschaffen. Gowing bewarb sich um die Stelle und erhielt sie 1959. Zu ihren Aufgaben gehörte es, Systeme und Kriterien für die Auswahl von wissenschaftlichen, technischen und administrativen Aufzeichnungen für die Aufbewahrung zu organisieren und die Geschichte des britischen Atomprojekts seit seinem Beginn im Jahr 1939 zu schreiben, nachdem die UKAEA die Akten der Vorgängerorganisationen, einschließlich des Tube Alloys-Programms, übernommen hatte.
Zu dieser Zeit beschäftigte die UKAEA etwa 40.000 Mitarbeiter in Büros, Labors und Fabriken, die über ganz Großbritannien verstreut waren. Gowing wusste wenig über Atomenergie; sie bemerkte einmal, dass sie bei ihrer Ernennung „ein Atom nicht von einem Molekül unterscheiden konnte“. Dies wurde korrigiert, und sie gewann den Respekt von Christopher Hinton und James Chadwick und schloss Freundschaft mit Nicholas Kurti, Rudolf Peierls und Niels Bohr. Einmal fragte sie Chadwick, was er mit all den Dokumenten in den hölzernen Aktenschränken auf seinem Dachboden zu tun gedenke, und er sagte nur: „Verbrennen“. Solche Momente veranlassten sie, 1972 bei der Gründung des Centre for Scientific Archives mitzuhelfen.
Gowings erster Band, Britain and Atomic Energy 1939–1945, wurde 1964 veröffentlicht und fand großen Anklang. Stephen Toulmin erklärte: „Es gibt bisher kein besseres Beispiel für eine zeitgenössische erzählende Wissenschaftsgeschichte“. Dies veranlasste Mark Oliphant, sich um die Berufung eines Historikers an die Australische Akademie der Wissenschaften in Canberra zu bemühen, und das Kabinettsamt, 1966 eine neue Reihe von offiziellen Friedensgeschichten in Auftrag zu geben.
1966 wurde Gowing Dozentin für Zeitgeschichte an der neuen Universität von Kent in Canterbury, wo sie sich mit Wissenschafts-, Technik-, Wirtschafts- und Sozialgeschichte befasste. Die UKAEA beauftragte sie als Beraterin und zahlte ihr drei Jahre lang 1.000 Pfund pro Jahr. Ihre Hauptaufgabe bestand darin, eine zweibändige Fortsetzung von Britain and Atomic Energy 1939–1945 zu schreiben, die den Zeitraum von 1945 bis 1952 abdeckt. Zur Unterstützung holte die UKAEA 1967 Lorna Arnold aus ihrer Abteilung für Gesundheit und Sicherheit als Departmental Records Officer (DRO) und Gowings Assistenzhistorikerin. Obwohl sie als offizielle Historiker akkreditiert waren, erlaubte das Atomic Weapons Establishment ihnen nicht, ihre Notizen nicht mitnehmen, so dass sie ihre Arbeit vor Ort in Aldermaston unter den wachsamen Augen des DRO erledigen mussten. Um dorthin zu gelangen, musste Gowing jeden Tag eine längliche Anreise von Canterbury aus unternehmen.
Gowing versuchte, bessere Bedingungen an der Universität von Kent auszuhandeln, um mehr Zeit für die Arbeit an den Büchern zu haben, was jedoch abgelehnt wurde. 1970 bewarb sie sich erfolglos auf einen freien Lehrstuhl für Geschichte und Philosophie der Wissenschaft am University College London. Im Februar 1972 erfuhr sie von Rudolf Peierls und Nicholas Kurti, dass die Universität Oxford einen neuen Lehrstuhl für Wissenschaftsgeschichte eingerichtet hatte, den ersten seiner Art in der langen Geschichte der Universität. Sie rechnete nicht damit, den Lehrstuhl zu bekommen, aber Peierls, Frederick Dainton und Hugh Trevor-Roper gehörten dem Auswahlgremium an und boten den Lehrstuhl für Wissenschaftsgeschichte schließlich Gowing an, einer Frau, die weder einen Abschluss in Geschichte noch in Wissenschaft hatte. Ihre Ernennung, so schreibt der Historiker Roy MacLeod, „war ein deutlicher Schlag für eine moderne Wissenschaft im Gegensatz zu einer mittelalterlichen und frühneuzeitlichen Wissenschaft und für eine Geschichtsauffassung, die soziale, wirtschaftliche und politische Perspektiven gegenüber der Untersuchung der wissenschaftlichen Praxis bevorzugte“.
Gowing erhielt ihren Sitz am Linacre College und hielt ihre Antrittsvorlesung mit dem Titel What’s Science to History or History to Science? am 27. Mai 1975. Darin untersuchte sie die Gründe, warum sich die Wissenschaftsgeschichte von den anderen Geschichtswissenschaften entfernt hatte, und bemühte sich, sie miteinander zu versöhnen und wieder zusammenzubringen. In der anschließenden Wilkins Lecture im Jahr 1976 untersuchte sie die Geschichte der britischen Vorurteile gegenüber der Wissenschaft, die bis in die viktorianische Zeit zurückreichen.
Das zweibändige Werk Independence and Deterrence: Britain and Atomic Energy 1945–52 erschien schließlich 1974. Die Veröffentlichung ihrer Bücher brachte ihr viel Anerkennung ein. Gowing wurde 1975 zum Fellow der British Academy gewählt und 1981 zum Commander of the Order of the British Empire (CBE) ernannt. 1976 erhielt sie die Ehrendoktorwürde in Literatur von der Universität Leeds, 1982 von der Universität Leicester, 1985 von der Universität Manchester, und 1987 in Wissenschaft von der Universität Bath.
Als sie 1988 zum Fellow der Royal Society gemäß den Bestimmungen des Statuts 12 der Charta gewählt wurde, das die Wahl von Nicht-Wissenschaftlern erlaubt, wenn sie sich um die Wissenschaft verdient gemacht haben, war sie nach Karl Popper und Joseph Needham erst die dritte Person, die Fellow sowohl der British Academy als auch der Royal Society wurde. Gowing kam nie dazu, eine geplante Fortsetzung von Independence and Deterrence zu schreiben, die die Geschichte bis 1958 fortsetzen sollte, als die atomare Sonderbeziehung zwischen Großbritannien und den Vereinigten Staaten wieder aufgenommen wurde. Lorna Arnold sollte später drei Bücher schreiben, um diese Lücke zu schließen.
In den 1980er Jahren war Gowing Trustee des Science Museum in London und des Imperial War Museum, doch in Erinnerung an ihre eigene Kindheit trat sie aus Protest gegen die Einführung von Eintrittsgeldern von letzterem zurück. Von 1978 bis 1992 war sie auch Trustee der National Portrait Gallery. Sie litt an einer Krankheit, die vermutlich Alzheimer war, und zog sich 1986 aus Oxford zurück, zwei Jahre vor dem offiziellen Rentenalter. Obwohl sie 45 Jahre im öffentlichen Dienst und in der Wissenschaft gearbeitet hatte, wurden ihr nur 27 Jahre angerechnet, so dass sie keinen Anspruch auf eine volle Rente hatte; ihr Sohn Nik unterstützte sie. Sie starb am 7. November 1998 im Kingston Hospital in Kingston upon Thames. Das History of Science Museum in Oxford besitzt ein Archiv mit ihren Unterlagen, das sie 1991 übergab und das nach ihrem Tod ergänzt wurde.

## Wesentliche Werke
- mit W. Keith Hancock: British War Economy. Her Majesty’s Stationery Office, Longman’s, Green and Co., London 1952 (ibiblio.org).
- mit Eric L. Hargreaves: Civil Industry and Trade. Her Majesty’s Stationery Office, Longman’s, Green and Co., London 1952.
- Britain and Atomic Energy, 1935–1945. Macmillan Publishing, London 1964.
- unter Mitarbeit von Lorna Arnold: Independence and Deterrence: Britain and Atomic Energy, 1945–52, Volume I: Policy Making. Macmillan Publishing, London 1974, ISBN 0-333-15781-8.
- unter Mitarbeit von Lorna Arnold: Independence and Deterrence: Britain and Atomic Energy, 1945–52, Volume II: Policy Execution. Macmillan Publishing, London 1974, ISBN 0-333-16695-7.